# Голлівудський фонд тризубів
Голлівудський фонд тризубів (англ. the Hollywood Trident Foundation) був створенений в 2001 році з ініціативи та під лідерством Джека Пеланса для сприяння створенню більше художніх фільмів про внесок українців до сучасної цивілізації спрощення комунікації серед професіоналів індустрії розваг, які цікавляться Україною. Знаходиться в Лос-Анджелесі, штат Каліфорнія. Назва походить від національного гербу України — малого тризубу.

## Мета та цілі фонду
Мета фонду полягає в тому, аби через мистецтво та навчання заохотити кінорежисерів до досліджень, зйомок кінофільмів та презентації внеску української громади в сучасну цивілізацію, включаючи внесок у кіноіндустрію від її заснування до сучасності.
Основні цілі включають:
- підтримку членів фонду з побудові кар'єри  у сфері розваг та медіа-індустрії Голлівуду та в усьому світі;
- налагодження та підтримка контактів серед професіоналів індустрії розваг, які зацікавлені в українських справах;
- проводення семінарів, воркшопів та інших розважальних проектів для членів.

## Діяльність
Голлівудський фонд тризубів бере активну участь у опитуванні осіб, які були свідками чи постарждали від Голодомору в Україні (1932—1933). Для цього, Фонд співпрацював з Українською фундацією голодомору та геноциду (англ.: the Ukrainian Genocide Famine Foundation). Представник Голлівудського фонду тризубів Пітер Барістов розповідав про свої враження від опитувань: "Коли я приїхав до Чикаго в минулому році для взяття інтерв'ю від людей, які вижили в часи Голодомору, я приїхав зі спогадами з дитинства про сльози - сльози моєї матері, коли вона розповідала про своїх братів та сестер які померли від голоду".
Члени Фонду також закликали до чесного, справедливого другого туру виборів Президента України 2004, до якого мають бути залучені міжнародні спостерігачі.
Фонд також фінансує освіту талановитої молоді - так, у 2004 році, Фонд надав стипендію Олені Денисенко на проходження інтенсивного навчального курсу у Лос-Анджелесі.